# Diplotaxis erucoides
La ruchetta violacea  o marasciuolo o marasciulo (Diplotaxis erucoides (L.) DC.) è una pianta erbacea della famiglia delle Brassicacee.

## Descrizione
È una pianta erbacea, alta 20–60 cm, con fusto verde, eretto, ramificato, e radice a fittone.

Le foglie basali sono da pennatosette a lirato-pennatopartite, lunghe sino a 15 cm; quelle cauline sono sessili, con margine crenato o leggermente dentato.

I fiori, come in tutte le brassicacee, hanno 4 petali, 4 sepali e sei stami; a differenza delle altre specie di Diplotaxis, i petali sono di colore bianco con sfumature violacee.

Il frutto è una siliqua lineare, ascendente, contenente 40-80 semi ellittico-ovoidali, disposti su due file.

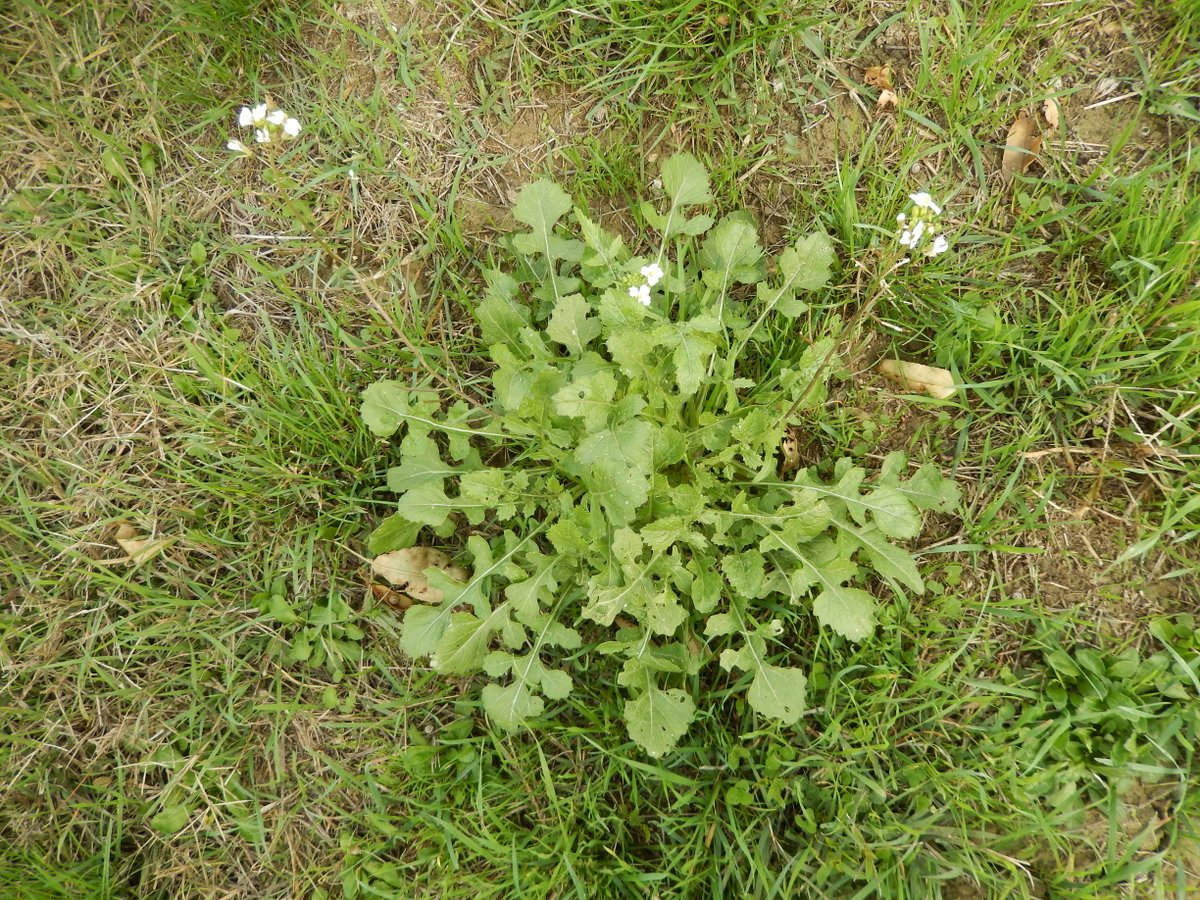
Foglie basali
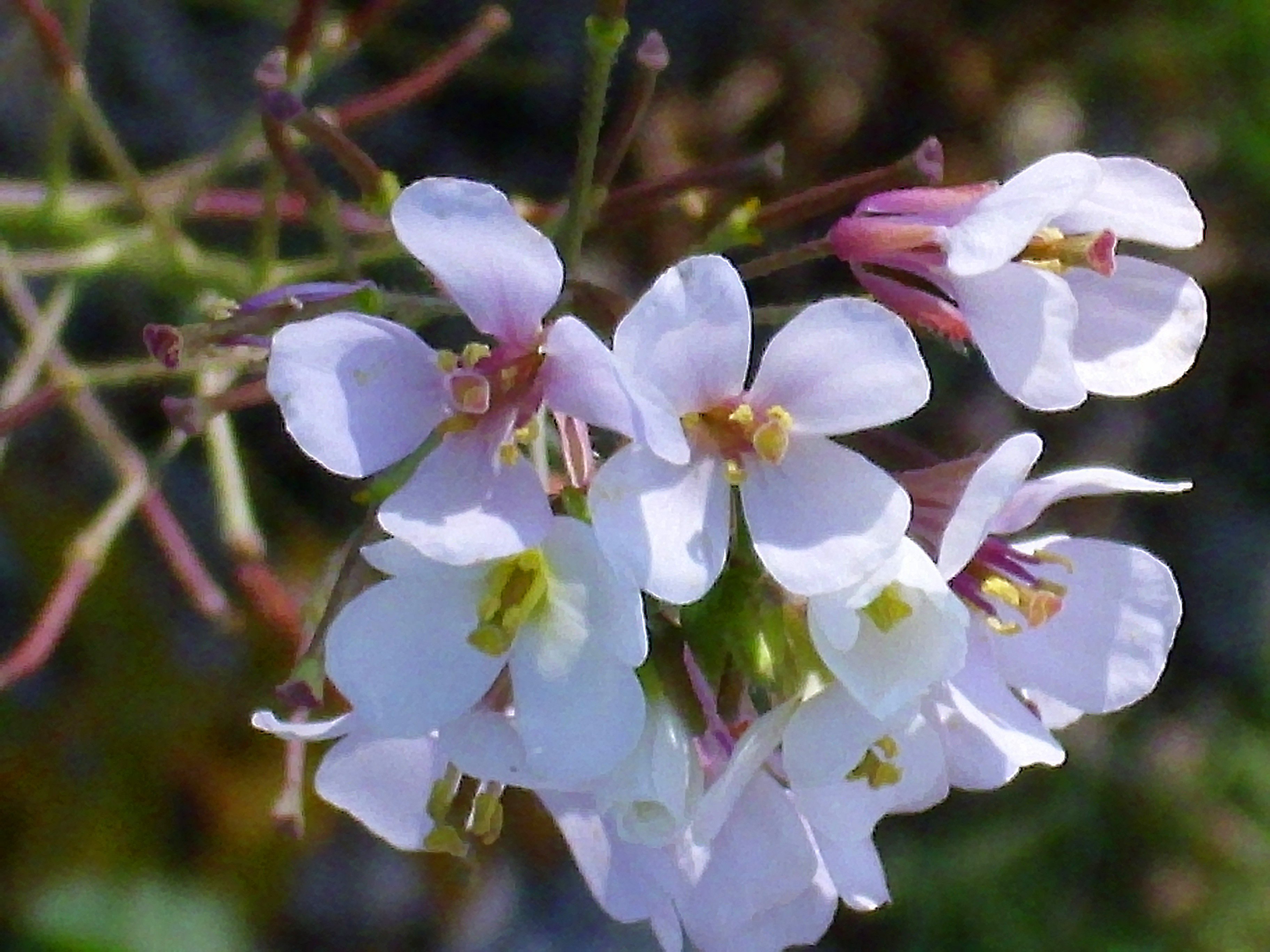
Fiori
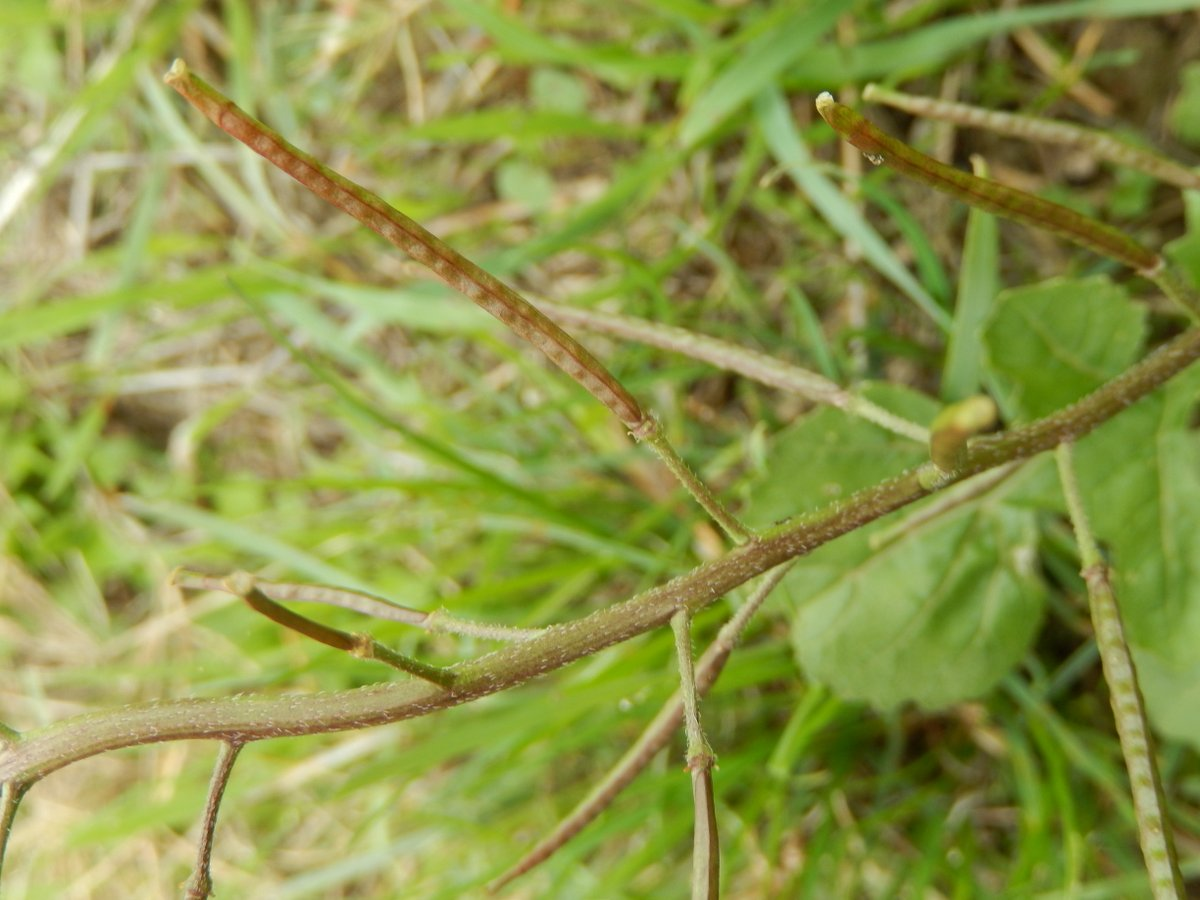
Silique

## Distribuzione e habitat
La specie è diffusa nel bacino del Mediterraneo. In Italia è presente in tutte le regioni eccetto la Val d'Aosta.

## Usi alimentari
Al pari di Diplotaxis tenuifolia può essere usata cruda per insaporire insalate, o lessata e condita con olio e limone, come condimento di pastasciutte e ripieni.